# Xã Crooked Creek, Quận Bollinger, Missouri
Xã Crooked Creek (tiếng Anh: Crooked Creek Township) là một xã thuộc quận Bollinger, tiểu bang Missouri, Hoa Kỳ. Năm 2010, dân số của xã này là 1.234 người.